# Egypt Central
Gli Egypt Central sono un gruppo musicale hard rock statunitense, formatosi nel 2002 a Memphis, Tennessee e scioltosi nel 2012.

## Storia del gruppo

### Formazione e album di debutto (2002–2010)
Gli Egypt Central vennero formati nell'ottobre del 2002. Con sede a Memphis e prende il nome da una delle sue strade. Dopo otto spettacoli, il gruppo catturò l'attenzione dell'ex CEO della Lava Records Jason Flom e offrì loro un contratto di registrazione. L'album di debutto del gruppo, intitolato Egypt Central, venne prodotto da Josh Abraham. La data di pubblicazione dell'album venne spostata più volte, prima di riuscire ad essere pubblicato il 15 gennaio 2008 dalla Fat Lady Music. Per promuovere l'album, vennero pubblicati due singoli: "You Make Me Sick" e "Taking You Down". Entrambi i singoli vennero inseriti nella colonna sonora del videogioco WWE SmackDown vs. Raw 2009
Si dice che ci sia un intero secondo album che non è mai stato pubblicato a causa di problemi legali con la loro etichetta discografica. Due canzoni pensate per questo album, "Hate" e "California Dreams" (successivamente rielaborate come "Citizen Radio" e pubblicate su The Murder in the French Quarter: Rare & Unreleased EP), sono state eseguite dal vivo durante il tour nel 2008.

### White Rabbit(2010–2011)
Gli Egypt Central terminarono il lavoro sul secondo album nel 2010; White Rabbit venne pubblicato il 31 maggio 2011 e ricevette recensioni per lo più positive. Il primo singolo estratto dall'album, intitolato "White Rabbit", venne pubblicato il 1º marzo 2011.

### Scioglimento (2012)
Il 3 dicembre 2012, dopo essere rimasti inattivi per quasi un anno, Joey Chicago annunciò con un post su Facebook che John Falls e Jeff James avevano lasciato il gruppo. Chicago, insieme a Blake Allison, fondò, quindi i Devour the Day.

## Formazione

### Ultima
- John Falls – voce, tastiere
- Jeff James – chitarra
- Joey Chicago – basso
- Blake Allison – batteria, percussioni

### Ex componenti
- Heath Hindman - chitarra
- Chris D'Abaldo - chitarra

## Discografia

### Album in studio
| Anno | Album         | Posizione massima | Posizione massima     | Posizione massima     | Posizione massima   | Posizione massima  |
| Anno | Album         | Billboard 200     | Billboard Heatseekers | Billboard Independent | Billboard Hard Rock | Billboard Top Rock |
| ---- | ------------- | ----------------- | --------------------- | --------------------- | ------------------- | ------------------ |
| 2005 | Egypt Central | —                 | 8                     | 37                    | —                   | —                  |
| 2011 | White Rabbit  | 78                | —                     | 12                    | 5                   | 22                 |

### Singoli
| Anno | Titolo             | Posizione massima         | Posizione massima  | Album         |
| Anno | Titolo             | Billboard Mainstream Rock | Billboard Hot Rock | Album         |
| ---- | ------------------ | ------------------------- | ------------------ | ------------- |
| 2007 | "You Make Me Sick" | 21                        | —                  | Egypt Central |
| 2008 | "Taking You Down"  | 37                        | —                  | Egypt Central |
| 2011 | "White Rabbit"     | 17                        | 41                 | White Rabbit  |
| 2011 | "Kick Ass"         | 21                        | —                  | White Rabbit  |
| 2012 | "Enemy Inside"     | —                         | —                  | White Rabbit  |
| 2014 | Cliché             | —                         | —                  | Egypt Central |